# ALi
ALi Corporation (chinesisch 揚智科技, Pinyin yáng zhì kē jì) ist eine Tochterfirma des taiwanischen IT-Konglomerats Pan-Acer-Gruppe, die integrierte Schaltkreise (ICs) und besonders Chipsätze entwickelt. Das Akronym stand ursprünglich für Acer Labs Incorporated bzw. Acer Laboratories Incorporated = „die Entwicklungsabteilung von Acer“. Das börsennotierte Unternehmen beschäftigt ca. 500 Mitarbeiter und wird am Taiwan Stock Exchange gehandelt. Teile von ALi wurden ausgegliedert als ULi Electronics Inc. im Juni 2003. ULi wurde 2006 von NVIDIA für 52 Millionen Dollar akquiriert.
Die Firma bezeichnet sich selbst als one-stop, all-inclusive IC design house; sie ist fabless, d. h. die entworfenen ICs werden nicht selbst, sondern von einer Foundry wie der TSMC (Taiwan Semiconductor Manufacturing Corporation) gefertigt.

## Produkte

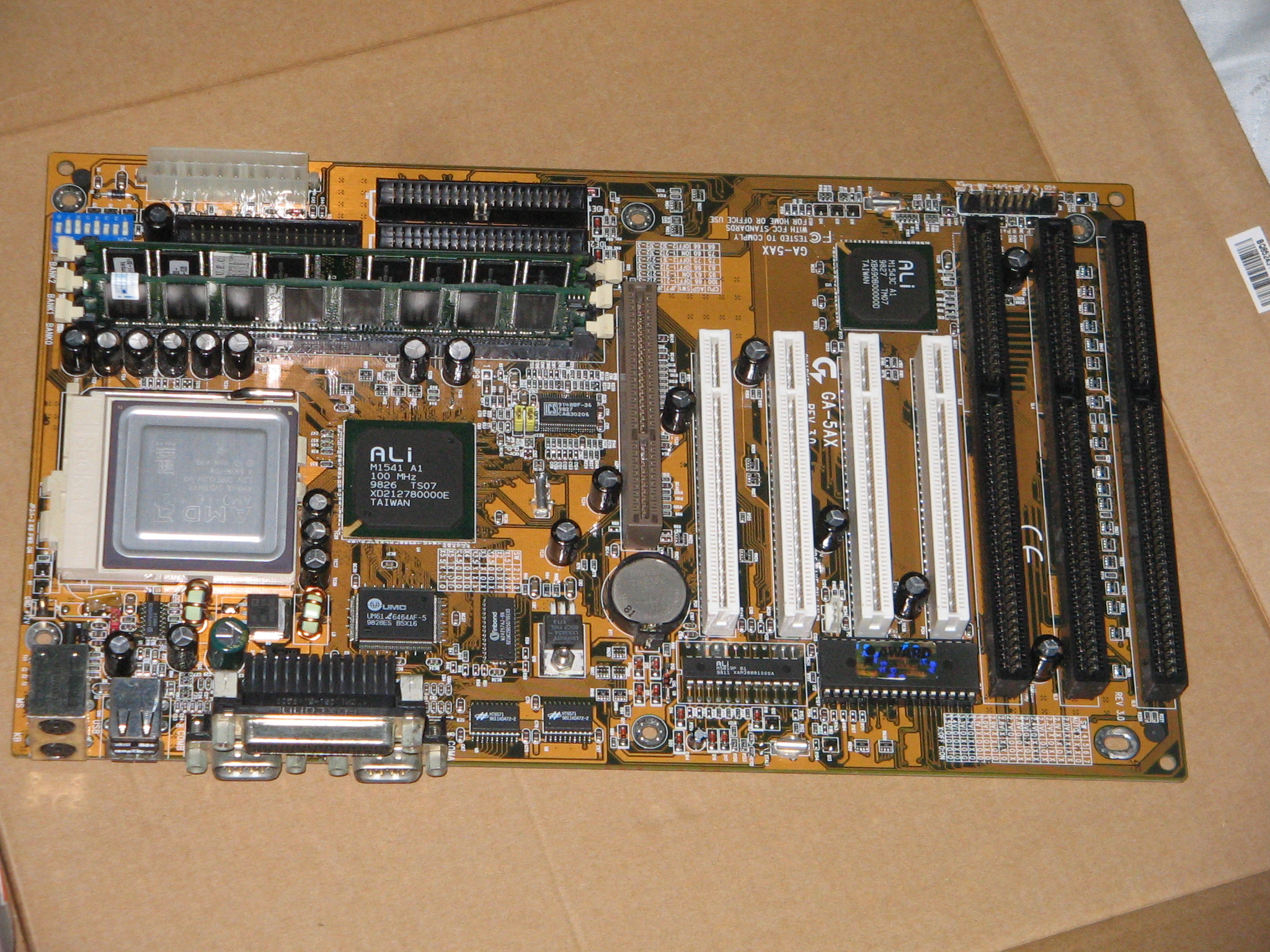
Gigabyte GA-5AX Motherboard mit ALi M1541 Chipsatz und AMD K6-2 300MHz Processor.
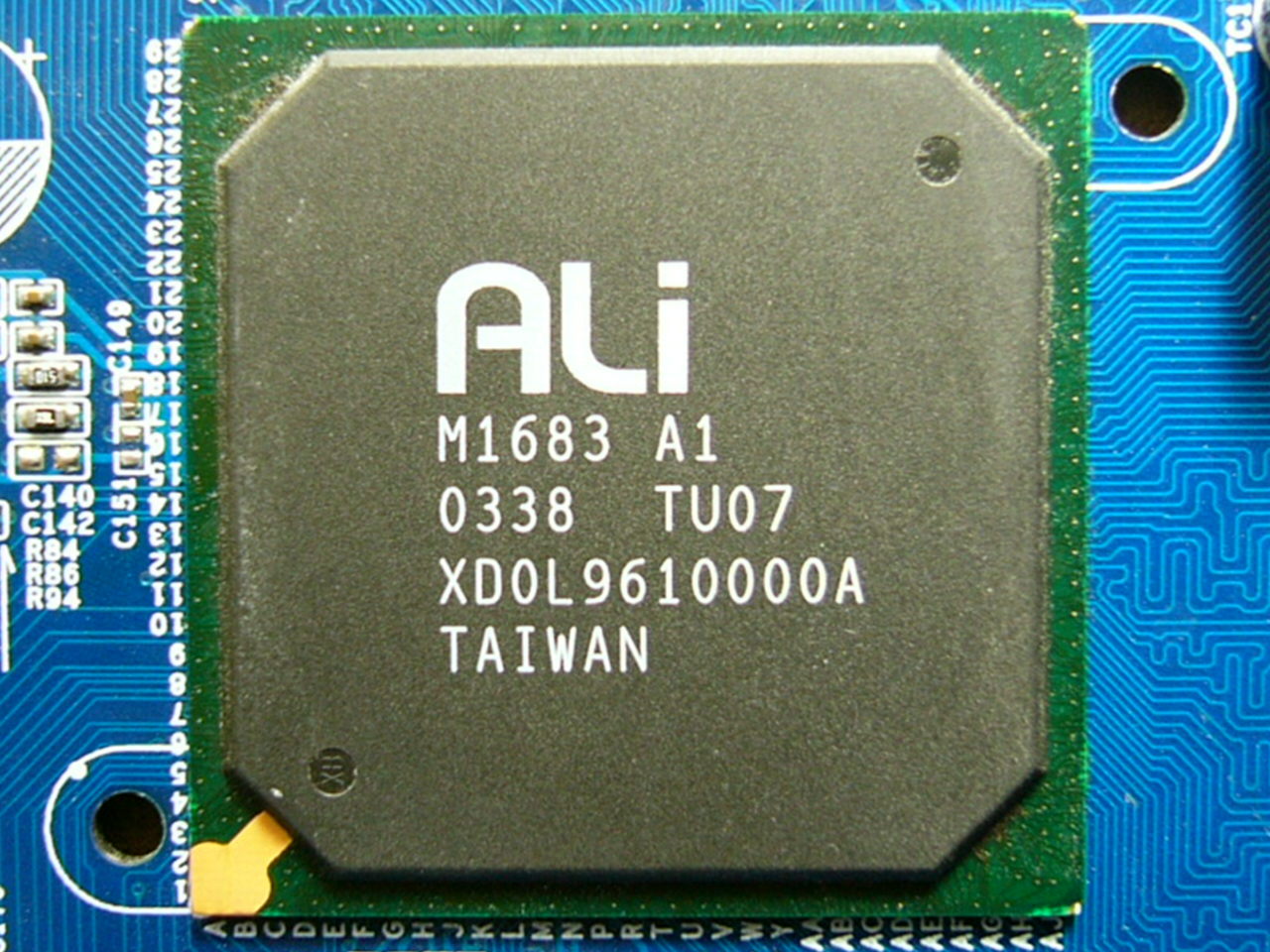
Ali M1683 Chipsatz für Sockel 478
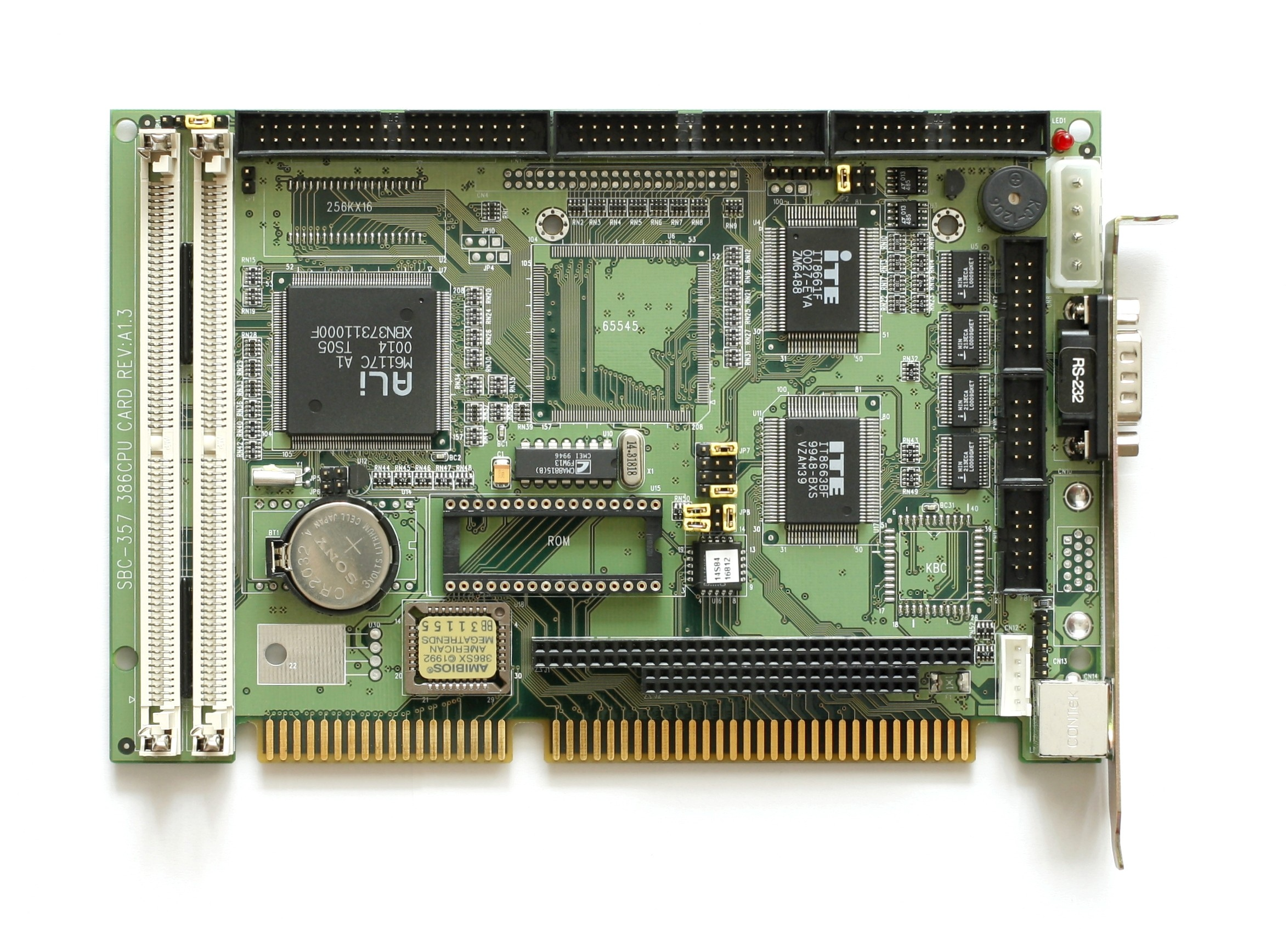
Single Board Computer mit Intel 80386SX-40-kompatiblen ALi M6117C für den ISA-Bus und mit Anschluss für PC/104
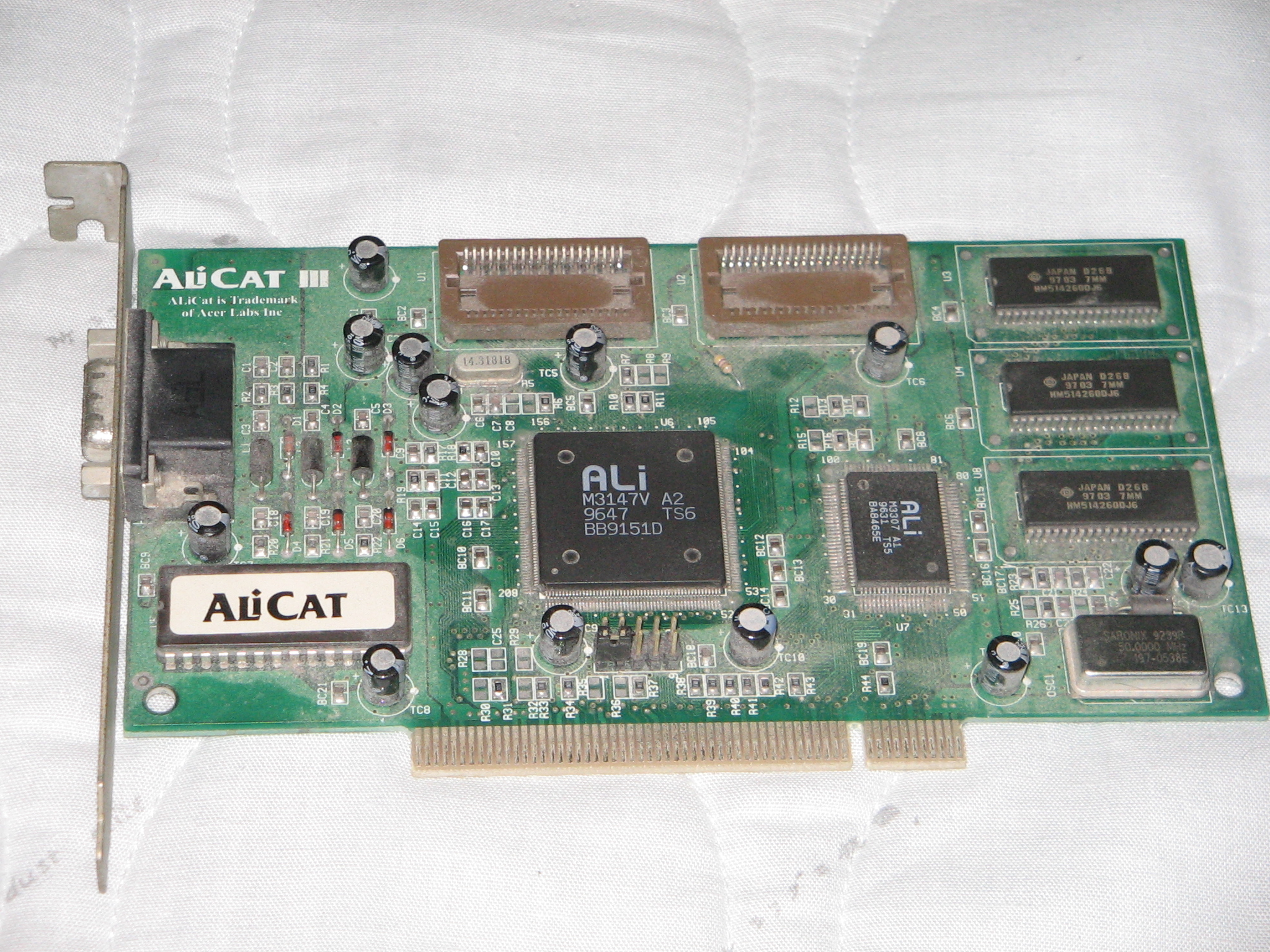
PCI-Grafikkarte mit Ali M3147V
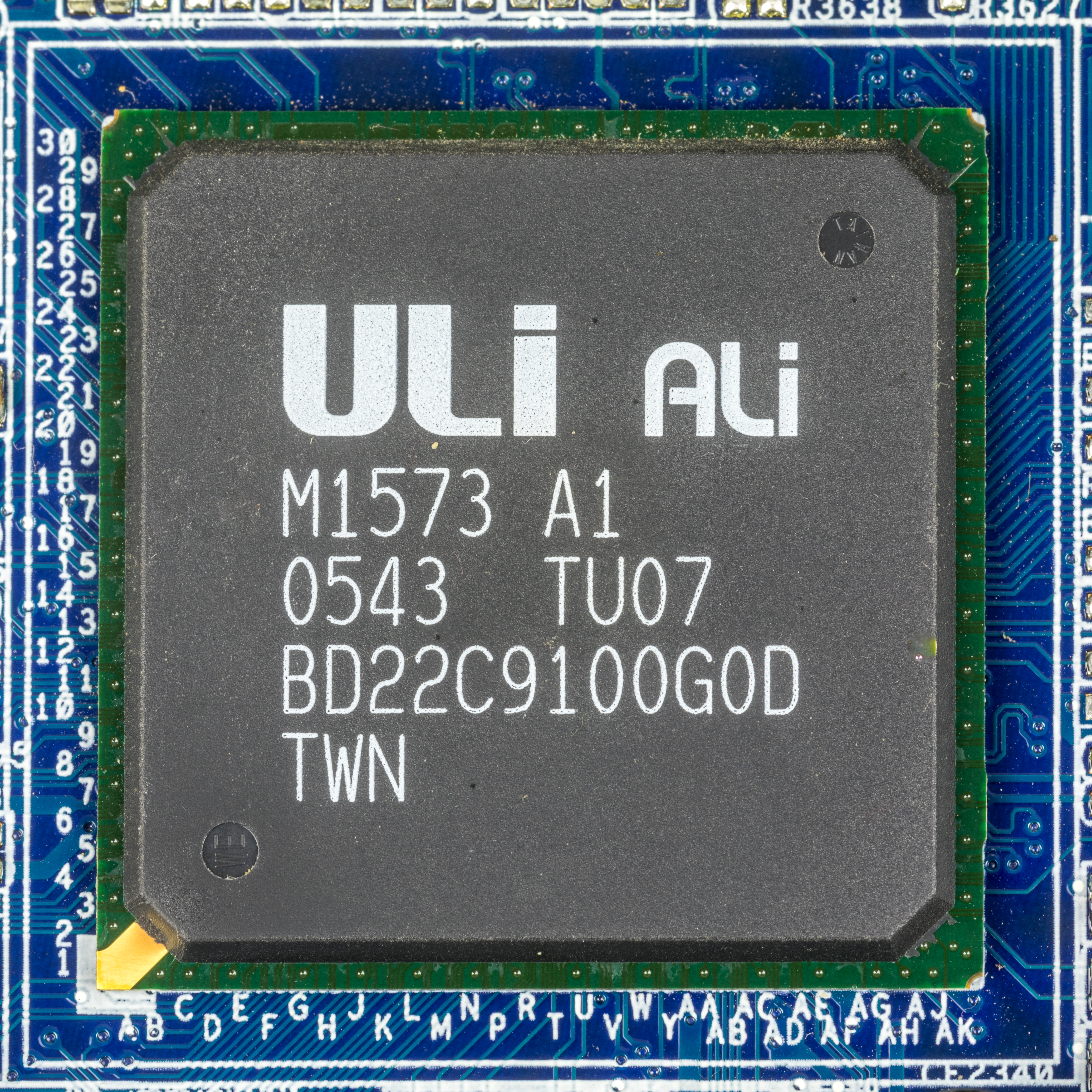
ALi / Uli M1535 Southbridge mit sowohl ALi als ULi Logo